# Walem (Belgique)
Pour les articles homonymes, voir Walem.
Walem est une section de la ville belge de Malines située en Région flamande dans la province d'Anvers. C'était une commune à part entière avant la fusion des communes de 1977.

## Démographie

### Évolution démographique
- Sources : INS, Rem. : 1831 jusqu'en 1970 = recensements, 1976 = nombre d'habitants au 31 décembre[2].

## Histoire
Lors de la guerre belgo-néerlandaise à la suite de la révolution belge de 1830, les révolutionnaires y battirent les troupes néerlandaises.
Le 30 avril 1975, un accident aérien couta la vie à quatre pompiers de Malines et à un agent de la protection civile lors d'un exercice simulant leur transport dans un filet héliporté au bout d'une Alouette III immatriculée « OO-PCB ». Le filet se détacha en vol pour une cause indéterminée non loin du fort de Walem.

## Patrimoine
- Le fort de Walem était l'un des édifices de la ligne de défense d'Anvers qui résista à l'invasion allemande au début de la première Guerre mondiale. Il devient ensuite l'État-Major de la protection civile avant d'être racheté par la ville de Malines puis revendu à une association de protection de la nature : Natuurpunt.

## Personnalités
- Pieter-Frans De Noter (1779-1742), peintre flamand de paysages et d'intérieurs, né à Walem
- Emile de Knyff, vivait au château de Roosendael.